# Frederik Sneedorff

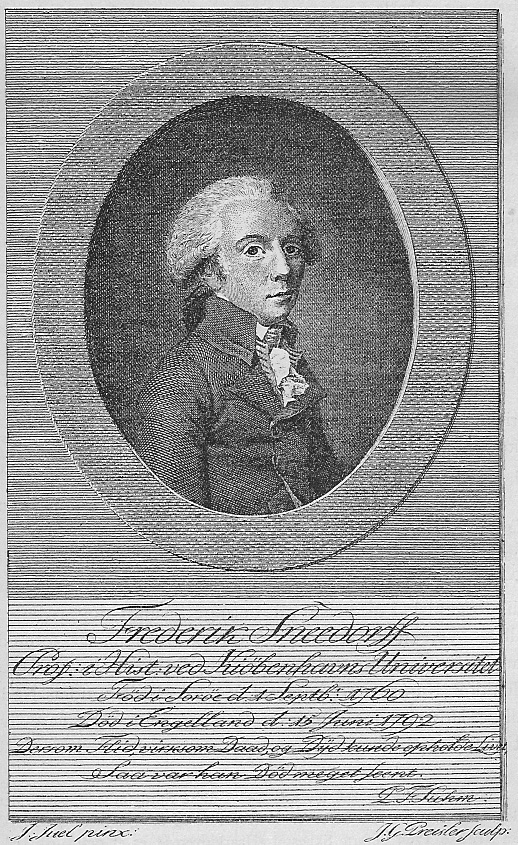
Frederik Sneedorff

Frederik Sneedorff (* 1. September 1760 in Sorø; † 15. Juni 1792 in Cumbria, England) war ein dänischer Historiker.

## Leben
Er war der Sohn des Professors Jens Schielderup Sneedorff und dessen zweiter Frau Øllegaard Wilhelmine Thestrup (* 11. November 1775), Tochter des Etatsrats Professor Christian Thestrup.
Nach dem Tod seiner Mutter kam er mit 16 Jahren in den Haushalt des Pfarrers Poul Egede. 1778 studierte er Klassische Philologie und Geschichte und schloss das Studium mit Auszeichnung ab. Er wurde vom Erbprinzen Friedrich, der der letzte Schüler seines Vaters gewesen war, finanziell unterstützt, so dass er sein Studium beenden konnte. Er hatte Zugang zur Bibliothek von Peter Frederik Suhm, der auch sein väterlicher Freund wurde.
1783 erhielt er ein Reisestipendium und hielt sich zwei Jahre in Göttingen auf. Er studierte dort bei August Ludwig von Schlözer und bei Ludwig Timotheus Spittler, besonders griechische Archäologie und Literatur bei Christian Gottlob Heyne. Von Göttingen zog er nach Leipzig, wo er seine Magisterarbeit Über die alten griechischen Hymnen verfasste. Dann kehrte er nach Kopenhagen zurück und wandte sich der Geschichte zu. Er wurde Dozent an der Universität und las vor vollem Auditorium über die letzten drei Jahrhunderte Geschichte. Der Inhalt beruhte nicht auf eigenen Forschungen, sondern stützte sich auf Arbeiten von Ludvig Holberg, Arild Huitfeldt und Sven Lagerbring. 1788 wurde er außerordentlicher Professor. Da er auch Vorlesungen über politische Geografie halten wollte, reiste er 1790 sozusagen zu Feldstudien nach Norwegen. Er war der erste in Dänemark, der die Notwendigkeit ethnologischer Kenntnisse für die Geschichte Europas erkannte. 1791 konnte er eine längere Forschungsreise nach den großen Städten Deutschlands, nach der Schweiz, Lyon, Paris, London und Oxford durchführen. Von diesen Aufenthalten sandte er lange Briefe an seine Freunde, die dann in der dänischen Monatsschrift Minerva gedruckt wurden. Dort waren Ausführungen über die pädagogischen Bestrebungen des 18. Jahrhunderts, die sozialen Institutionen und politischen Verhältnisse zu lesen. Von besonderem Interesse sind seine Pariser Briefe. Er kam im Oktober 1791 nach Paris, als dort die gesetzgebende Versammlung zusammentrat. Er war auch auf den Versammlungen des Jakobinerklubs. Er wurde sogar Mitglied der Feuillants, die das Recht des Königs verteidigten und eine neue Verfassung erstellen wollten. Von Paris reiste er nach England. Dort beobachtete er in London die sehr langen parlamentarischen Sitzungen und hielt in der „Nordischen Gesellschaft“ einen Vortrag über die Wichtigkeit der Vereinigung der drei nordischen Länder. Denn er neigte dem Skandinavismus zu. Über Oxford zog er ins Landesinnere. Aus seinen Briefen geht hervor, dass er England nächst seiner Heimat für das beste Land hielt.
Am 14. Juni 1792 war er in einer Diligence auf der Fahrt nach Penrith in Cumbria, als die Kutschpferde plötzlich scheuten. Er wollte sich retten und sprang vom Wagen. Er stürzte auf den Kopf und erhielt einen Schädelbruch. Am folgenden Tag starb er.

## Werke

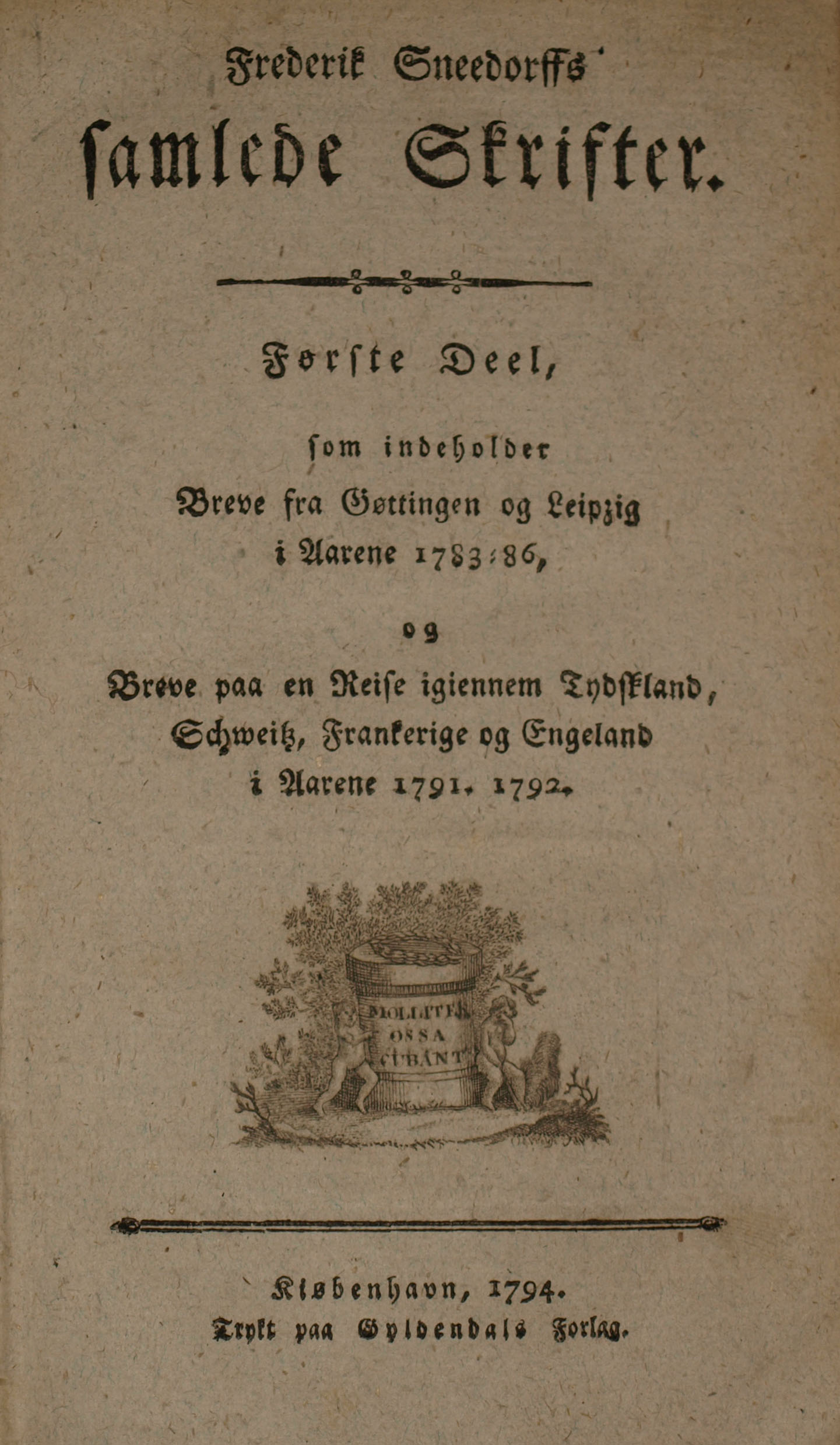
Titelblatt der Gesammelten Schriften.

Frederik Sneedorffs samlede Skrifter (1794–1798):
- 1. Teil: Breve fra Gøttingen og Leipzig i Aarene 1783–1786 und Breve paa en Reise igiennem Tydsland, Schweiz, Frankerige og Engeland i Aarene 1791–1792. 1794.
Auf Deutsch: Briefe eines reisenden Dänen, geschrieben im Jahr 1791 und 1792 während seiner Reise durch einen Theil Deutschlands, der Schweiz und Frankreichs. Aus dem Dänischen übersetzt von Johann Friedrich Schuetze. Frommann, Züllichau 1793.
- 2. Teil: En Indledning til Statistiken og om Europa i Almindelighed und De danske Staters, Sverrigs, Ruslands, Polens, og Tyrkiets Statistik. (1795)
- 3. Teil (in zwei Bänden): Forelæsningerne over de vigtigste Statsrevolutioner i de sidste tre Aarhundreder (1795–1796)
- 4. Teil (in zwei Bänden): Forelæsninger over Fædernelandets Historie i tvende Dele. (1797–1798)

Weitere Schriften
- Quanto doctrina morum Christi præstiterit philosophiæ veterum testamentum / Fridericus Sneedorff ; (resp.) Christiano Hornemann (1781)
- Nogle Breve fra Professor Frederik Sneedorff til Broderen Søofficeren Hans Chr. Sneedorff; meddelte af C. J. Anker (1896)